# Liste des épisodes de The Shield
 (juillet 2021).
Si vous disposez d'ouvrages ou d'articles de référence ou si vous connaissez des sites web de qualité traitant du thème abordé ici, merci de compléter l'article en donnant les références utiles à sa vérifiabilité et en les liant à la section « Notes et références ».
Cette page recense la liste des épisodes de la série télévisée The Shield.

## Liste des épisodes

### Première saison (2002)
1. Règlement de comptes (Pilot)
2. Los Magnificos (Our Gang)
3. Coup de balai (The Spread)
4. La Guerre des rappeurs (Dawg Day)
5. Deux kilos (Blowback)
6. Le Prédateur (Cherrypoppers)
7. Le Gang de la vengeance (Pay in Pain)
8. La Faute à Cupidon (Cupid and Psycho)
9. Erreur sur la cible (Throwaway)
10. Chasseur de démons (Dragonchasers)
11. Grandeur et Décadence (Carnivores)
12. Délit de fuite - 1re partie (Two Days of Blood - Part 1)
13. Tueurs de flics - 2e partie (Circles - Part 2)

### Deuxième saison (2003)
1. Expédition mexicaine (The Quick Fix)
2. Tout feu, tout flamme (Dead Soldiers)
3. Bras de fer (Partners)
4. Triple Jeu (Carte Blanche)
5. Opération Armadillo (Greenlit)
6. Femmes foutues (Homewrecker)
7. Flic sur le grill (Barnstormers)
8. Vengeance aveugle (Scar Tissue)
9. Au premier jour (Copilote) (cet épisode est une préquelle).
10. À couteaux tirés (Coyotes)
11. Enfer (Inferno)
12. Balle de break (Breakpoint)
13. La Théorie des dominos (Dominoes Falling)

### Troisième saison (2004)
1. Profil bas (Playing Tight)
2. Le Prix des armes (Blood and Water)
3. La Loi du mac (Bottom Bitch)
4. Duel (Streaks and Tips)
5. Grand Nettoyage (Mum)
6. Union sacrée (Posse Up)
7. Sol Negro (Safe)
8. Dérapage (Cracking Ice)
9. La Corde au cou (Slipknot)
10. La Loi du plus fort (What Power Is)
11. Profil (Strays)
12. Korea Town (Riceburner)
13. Trahison (Fire In The Hole)
14. Contre la montre (All In)
15. Faux Frères (On Tilt)

### Quatrième saison (2005)
1. Respect (The Cure)
2. Face à face (Grave)
3. Nouveau Départ (Bang)
4. Au purgatoire (Dog House)
5. Qui est le boss ? (Tar Baby)
6. Désillusion (Insurgents)
7. Sacrifice (Hurts)
8. Sale Temps pour les balances (Cut Throat)
9. La Théorie des cordes (String Theory)
10. Huis Clos (Back In The Hole)
11. Un témoin capital (A Thousand Deaths)
12. Frères de sang (Judas Priest)
13. L'Incorruptible (Ain't That A Shame)

### Cinquième saison (2006)
1. Ordre d'exécution (Extraction)
2. Pour la bonne cause (Enemy of the Good)
3. Quatre contre un (Jailbait)
4. Sortie de route (Tapa Boca)
5. Poison (Trophy)
6. Invasion (Rap Payback)
7. Coup pour coup (Man Inside)
8. Le Deal (Kavanaugh)
9. Provocation (Smoked)
10. Soumission (Of Mice and Lem)
11. Adieu (Post Partum)

### Sixième saison (2007)
1. Rien de personnel (On The Jones)
2. Boomerang (Baptism By Fire)
3. Chasse à l'homme (Back to One)
4. Le Remplaçant (The New Guy)
5. Passage à tabac (Haunts)
6. L'Étau (Chasing Ghosts)
7. Exil (Exiled)
8. La Loi de Shane (The Man Of The Wrath)
9. Le Feu aux poudres (Recoil)
10. Enfer à Farmington (Spanish Practices)

La diffusion de la sixième saison a commencé le 3 avril 2007 (FX ayant décalé le début de la saison initialement prévu en janvier 2007), soit une semaine avant Canal+ qui, elle, diffuse deux épisodes par semaine. Ainsi, à partir du troisième épisode, la France a diffusé la sixième saison en exclusivité mondiale.

### Septième saison (2008)
1. Poids mort (Coefficient of Drag)
2. La Boîte de Pandore (Snitch)
3. Jeu de dupes (Money Shot)
4. Trafic d'influences  (Genocide)
5. Faux Semblants (Game Face)
6. Moment de vérité (Animal Control)
7. Bouillon de poule (Bitches Brew)
8. Au nom du père (Parricide)
9. La Cavale (Moving Day)
10. Délit de fuite (Party Line)
11. Fonds de tiroirs (Petty Cash)
12. À bout portant (Possible Kill Screen)
13. Retour au bercail (Family Meeting Part.1)
14. (Family Meeting Part.2)